# Não Salvo
Não Salvo foi um blog lançado por Maurício Cid em 2008 e descontinuado em 2020. Inicialmente, o blog era um espaço onde Cid compartilhava suas observações humorísticas sobre a vida cotidiana, cultura pop, notícias e eventos atuais. Com o tempo, o Não Salvo conquistou uma grande base de seguidores e se tornou uma das vozes mais reconhecidas da internet brasileira. Sendo eleito o "Melhor blog 2010” pela Folha de S.Paulo, “Blog do Ano” pela Youpix em 2011.

## História
O blog foi lançado no final de 2008 por Mauricio Cid como uma reação à frustração de ter seu conteúdo anterior, relacionado a criação de comunidades do Orkut, ser deletado. Inicialmente, a ideia de conteúdo do site era centrado na ideia de determinar se uma celebridade estava "salva" ou "não salva". No entanto, depois de algum tempo, o criador repensou sua abordagem e aproveitou o domínio para criar um site voltado para o humor. Sendo, Jesus adotado como mascote (logo) do site para chamar a atenção do leitor.
Embora a maior parte do conteúdo do site gire em torno de brincadeiras e conteúdo humorístico, o Não Salvo lançou diversas webcelebridades, que frequentemente se tornam amplamente reconhecidas graças ao site. Entre os talentos do cenário do funk, como o Bonde das Maravilhas, a MC Mayara e o MC Maromba, por exemplo, que foram descobertos por ele.
Em seu auge, o site recebia em torno de 2 a 3 mil e-mails por dia com essas dicas de artigos para o site. Com o crescimento do site foi criada a "Não Salvo Network", com 23 blogs que cobrem assuntos variados: das redes sociais, cinema e televisão, celebridades e esportes. Além disso foi criado o podcast Não Ouvo no ano de 2015.

## Rússia brasileira
Rússia brasileira é uma expressão cunhada por Maurício Cid para se referir ao estado do Paraná. O motivo seria a grande quantidade de vídeos bizarros e incomuns vindos de lá se comparado com os outros estados brasileiros. O primeiro uso do termo surgiu em 2012, quando Cid postou um vídeo de uma jovem embriagada sendo presa ao voltar dirigindo para casa. A partir de então, a expressão se tornou um meme muito postado pelo blog. O termo foi adotado por alguns jornais do Brasil.

## Desafios aceitos
Como parte do conteúdo do site, surgiram os "Desafios Aceitos do Não Salvo", que eram uma forma de interação entre os leitores do site e Cid. Os leitores enviavam mensagens propondo desafios de diversos tipos por meio das plataformas do Twitter e Facebook.

### Cala a boca Galvão
Durante a Copa do Mundo de 2010, as narrações de Galvão Bueno tornaram-se um tópico global amplamente discutido. A hashtag " #calabocagalvao" surgiu como uma resposta à sua narração e se tornou conhecida entre os brasileiros. Maurício Cid e um amigo inventaram uma explicação fictícia para estrangeiros, alegando que "Galvão" era uma ave brasileira ameaçada de extinção, e cada uso da hashtag doaria dez centavos a um instituto de preservação da ave. Eles promoveram essa história por meio de cartazes em inglês e um vídeo com um locutor britânico. O The New York Times investigou o assunto, revelando a brincadeira, mas a expressão permaneceu popular por mais alguns dias. Galvão Bueno apoiou a campanha fictícia para "salvar o papagaio Galvão" em tom humorístico, admitindo seu estilo de narração excessivo.

### Invasão no site do Santos
Em 2011, Cid, morador de Santos na época, recebeu um e-mail de um leitor que informou um erro no código fonte do site oficial do Santos Futebol Clube. O erro permitia que qualquer pessoa, publicasse conteúdo no site. Cid publicou um texto satírico no site, anunciando a transferência de Paulo Henrique Ganso para o Corinthians, o maior rival do Santos. Isso levou o então presidente do Santos, Luis Álvaro de Oliveira Ribeiro, a negar a notícia na TV. O clube não processou Cid, mas optou por trocar a empresa de tecnologia responsável pelo site, incluindo uma cláusula para evitar futuras "invasões" semelhantes.

### Morte do Seu Barriga
Na Campus Party de 2012, o blog Não Salvo aceitou o desafio de criar um boato na web para explorar o alcance dos rumores na internet, especialmente aqueles relacionados à morte de figuras famosas. Eles escolheram Édgar Vivar, o ator que interpretou Seu Barriga no seriado Chaves, como alvo. Usando a hashtag #RIPSEUBARRIGA, a notícia falsa se espalhou rapidamente, tornando-se um Trending Topic no Brasil. O boato contou inclusão de uma página falsa na Wikipédia que logo foi retirada do ar. O processo foi publicado no blog, detalhado de criação e disseminação da notícia falsa foi acompanhado, evidenciando a rapidez com que se espalhou.

### Coreia do Norte campeã da Copa do Mundo 2014
Descrito como a obra-prima de Cid, ocorreu durante a Copa do Mundo de 2014, onde foi publicado um vídeo falso sobre a Coreia do Norte vencendo a Copa do Mundo, que enganou veículos de notícias em todo o mundo. Ele planejou meticulosamente a farsa, criando um canal Korea News Backup no YouTube com vídeos reais da Coreia do Norte. Após isso foi encontrando uma locutora sul-coreana para narrar as campanha histórica da Coreia do Norte incluiu as seguintes vitórias: 7x0 contra o Japão, 4x0 contra os Estados Unidos e 2x0 contra a China nos jogos da primeira fase. Nas oitavas de final, vitória de 7x0 contra Portugal; nas quartas, vitória de 2x1 contra a Alemanha, e a vitória de 8x1 sobre o Brasil, adversários que ressaltassem a política externa do país. O vídeo foi amplamente compartilhado e levou a mídia a acreditar na história falsa. Cid revelou a brincadeira em seu blog e recebeu elogios da embaixada da Coreia do Norte no Brasil.

### Prêmio Puskas
Em 2015, junto com o blog Desimpedidos, o blog Não Salvo participou de uma campanha para influenciar o resultado do Prêmio FIFA Ferenc Puskás, que elege pela internet o gol mais bonito do ano. Cid apoiou o gol de Wendell Lira, então jogador do Goianésia, em partida contra o Atlético Goianiense. Com milhares de votos influenciados, o brasileiro conquistou o prêmio.

## Encerramento
O site foi desativado por volta de 2020, no entanto, seu conteúdo ainda pode ser acessado por meio da plataforma Web Archive.